# Helvisa Brunšvicko-Grubenhagenská
Helvisa Brunšvicko-Grubenhagenská (1353 – 15. ledna 1421) byla sňatkem s Jakubem I. Kyperským kyperskou a arménskou královnou. Manžel byl také titulárním králem Jeruzaléma. Helvisa byla v letech 1382 až 1398 titulována jako kyperská královna; ačkoli v době nástupu na trůn byli manželé uvězněni v Janově. Většinu svých dvanácti dětí Helvisa porodila právě během svého věznění. V roce 1385 byl pár po jednáních a mnoha ústupcích Janova propuštěni a Jakub mohl být korunován králem. V roce 1393 se Helvisa stala královnou Arménie.

## Rodina
Helvisa se narodila v roce 1353 jako nejstarší dítě a jediná dcera jeruzalémského konstábla Filipa Brunšvicko-Grubenhagenského a Helvisy z Dampierre, dcery Isabely z Lusignanu. Přes oba rodiče byla vzdáleným potomkem slavného křižáka Jana z Ibelinu. Helvisa měla mladšího bratra Jana, který později sloužil jako kyperský admirál. V roce 1368, devět let po matčině smrti, se otec znovu oženil s Helvisinou vlastní tchyní, Alix z Ibelinu, kyperskou královnou vdovou. O rok později otec zemřel.

## Sňatek a uvěznění
1. května 1365 se dvanáctiletá Helvisa provdala za Jakuba z Lusignanu, syna krále Huga IV. Kyperského a Alix z Ibelinu, která se o tři roky později stala její nevlastní matkou. K sňatku s o devatenáct let starším bratrancem Jakubem byl zapotřebí papežský dispens.
V roce 1368 se Jakub stal kyperským konstáblem a následujícího roku jedním z regentů za svého synovce Petra II., který se stal po smrti svého otce Petra I. králem. Petr I., Jakubův starší bratr, byl v roce 1369 zavražděn skupinou baronů vedenou Filipem z Ibelinu, manželem Jakubovy neteře Alice z Majorky. Královna matka Eleonora věřila, že Jakub a jeho bratr Jan byli o spiknutí proti jejímu manželovi zapojeni. V roce 1372 vedl Jakub válku proti Janovu; na konci války v roce 1373, když Janov napadl Kypr, byl Jakub a manželkou nucen opustit království. Odešli na ostrov Rhodos, kde Helvisa v roce 1374 porodila své první dítě, dceru, která ještě jako miminko zemřela. Ve stejném roce byli manželé zajati Janovany a odvezeni jako rukojmí do Janova, kde byli uvězněni. V kronice z Amadi se uvádí, že než se Helvisa k manželovi ve vězení připojila, byla nucena vykonávat manuální práci. Ve vězení porodila svého prvního syna Januse, kterého pojmenovala po bohu, který byl podle prastaré legendy zakladatelem Janova. Následovalo narození dalších jedenácti dětí, z nichž se většina narodila během jejího věznění.

## Kyperská královna
13. října 1382 král Petr II. zemřel a Jakub se stal jeho nástupcem; nový královský pár byl však stále držen v zajetí. Nakonec byl, po mnoha jednáních a mnoha ústupcích vůči Janovu, které nakonec přivedly kyperské království do finančního krachu, pár z vězení propuštěn a mohl se vrátit do Kypru. V květnu 1385 byl Jakub v katedrále svaté Sofie v Nikósii korunován králem. Jejich nejstarší syn Janus zůstal v Janově jako rukojmí. V roce 1389 byl Jakub korunován titulárním králem Jeruzaléma a 29. listopadu 1393 po smrti krále Lea V. Arménského přijal titul krále Arménie. Arménským králem byl však prohlášen až v roce 1396 v katedrále Svaté moudrosti v Nikósii. Od manželova nástupu na oba trůny až do jeho smrti 9. září 1398 byla Helvisa kyperskou a arménskou královnou. Jeho nástupcem se stal nejstarší syn Janus.
Helvisa jej přežila o více než dvacet let, zemřela 15. ledna 1421 asi v 67 letech a byla pohřbena v kostele svatého Dominika v Nikósii.

## Potomci
Z třiatřicet let trvajícího manželství se narodilo dvanáct dětí:
- dcera (1374)
- Janus Kyperský (1375 – 29. června 1432)
- Filip z Lusignanu
- Jindřich z Lusignanu (? – 1427)
- Eudes z Lusignanu (? – 1421)
- Hugo z Lusignanu (? – 1442)
- Guy z Lusignanu
- Jacqua z Lusignanu (? – 1396/98)
- Eschive z Lusignanu (? – po 1406)
- Marie z Lusignanu (1381–1404)
- Anežka z Lusignanu (1382 – 1459)
- Isabela z Lusignanu